# Liste der denkmalgeschützten Objekte in Malá Skála
Grundlage dieser Liste der denkmalgeschützten Objekte in Malá Skála ist die ÚSKP-Liste (Ústřední seznam kulturních památek České republiky, deutsch Zentrale Liste der Kulturdenkmäler der Tschechischen Republik), die von der tschechischen Denkmalschutzbehörde NPÚ (Národní památkový ústav, deutsch Nationale Denkmalbehörde) seit 1987 geführt wird und an die seit dem Jahr 1850 geschaffenen Listen anschließt.

## Denkmalgeschützte Objekte in Malá Skála nach Ortsteilen

### Malá Skála(Kleinskal)
| Lage                                                                                       | Objekt                              | Beschreibung | ÚSKP-Nr.                | Bild           |
| ------------------------------------------------------------------------------------------ | ----------------------------------- | --- | ----------------------- | -------------- |
| Malá Skála, in den Felsen unterhalb des Pantheons der Felsenburg gehauen (Standort)        | Reliefkreuz                         | Statue – Reliefkreuz | 14049/5-71 Info Katalog | weitere Bilder |
| Malá Skála, unterhalb der Laurentiuskapelle (Standort)                                     | Socha svatého Aloise                | Statue des hl. Alois | 45356/5-69 Info Katalog | weitere Bilder |
| Malá Skála (Standort)                                                                      | Felsenburg Vranov                   | Hrad Vranov, zerstört | 37796/5-64 Info Katalog | weitere Bilder |
| Malá Skála, an der Burg Vranov (Standort)                                                  | Statue des hl. Johannes von Nepomuk | Statue des hl. Johannes von Nepomuk | 38163/5-68 Info Katalog | weitere Bilder |
| Malá Skála 211 (Standort)                                                                  | Schloss Kleinskal                   | Schloss, 1910 durch Kühn & Fanta Reichenberg für den Fabrikanten Wilhelm von Medinger (1878–1934) umgebaut                                          | 34499/5-72 Info Katalog | weitere Bilder |
| Malá Skála, auf einer Insel in der Jizera (Iser) zwischen Malá Skála und Líšený (Standort) | Haenke-Denkmal                      | Haenke-Denkmal, Steinmonument zu Ehren des Botanikers und Arztes Thaddäus Haenke (1761–1816) errichtet 1825 von Franz Zacharias Römisch (1757–1832) | 33759/5-66 Info Katalog | weitere Bilder |
| Malá Skála, am Rand eines Laubwalds oberhalb vom Schloss (Standort)                        | Waldfriedhof                        | Friedhof | 47636/5-67 Info Katalog | weitere Bilder |

### Labe (Laab)
| Lage                    | Objekt         | Beschreibung                                  | ÚSKP-Nr.                | Bild           |
| ----------------------- | -------------- | --------------------------------------------- | ----------------------- | -------------- |
| Labe če. 643 (Standort) | Haus Nr. 643   | Bauernhaus                                    | 38966/5-74 Info Katalog | weitere Bilder |
| Labe 191 (Standort)     | Vacardův-Mühle | ehem. Wassermühle Vacardův am Vranovský potok | 33555/5-73 Info Katalog | weitere Bilder |

### Mukařov (Mukarschow)
| Lage                            | Objekt      | Beschreibung | ÚSKP-Nr.                | Bild           |
| ------------------------------- | ----------- | ------------ | ----------------------- | -------------- |
| Mukařov, vor Nr. 109 (Standort) | Meilenstein | Meilenstein  | 45766/5-78 Info Katalog | weitere Bilder |

### Vranové 1.díl (Wranow 1. Teil)
| Lage                           | Objekt               | Beschreibung                                               | ÚSKP-Nr.                | Bild           |
| ------------------------------ | -------------------- | ---------------------------------------------------------- | ----------------------- | -------------- |
| Vranové 12 (Standort)          | Bauerngehöft Boučkův | Bauerngehöft Boučkův (Bauernhaus, Auszugshaus und Scheune) | 33665/5-65 Info Katalog | weitere Bilder |
| Vranové, bei Nr. 95 (Standort) | Statue des hl. Josef | Statue des hl. Josef                                       | 29290/5-70 Info Katalog | weitere Bilder |
| Vranové 16 (Standort)          | Bauernhaus Nr. 16    | Bauerngehöft                                               | 45258/5-75 Info Katalog | weitere Bilder |

### Vranové 2.díl (Wranow 2. Teil)
| Lage                                      | Objekt   | Beschreibung | ÚSKP-Nr.                  | Bild           |
| ----------------------------------------- | -------- | ------------ | ------------------------- | -------------- |
| Vranové, gegenüber von Nr. 131 (Standort) | Wegkreuz | Wegkreuz     | 46681/5-4801 Info Katalog | weitere Bilder |

### Záborčí
| Lage                                                   | Objekt   | Beschreibung | ÚSKP-Nr.                | Bild           |
| ------------------------------------------------------ | -------- | ------------ | ----------------------- | -------------- |
| Záborčí, an der Straße nach Turnov (Turnau) (Standort) | Wegkreuz | Reliefkreuz  | 27497/5-76 Info Katalog | weitere Bilder |